# Problema de Lambert
En mecánica celeste, el problema de Lambert se refiere a la determinación de una órbita a partir de dos vectores de posición y el lapso de viaje entre ambos. Fue planteado en el siglo XVIII por el matemático alemán Johann Heinrich Lambert y resuelto formalmente con demostración matemática por Joseph-Louis Lagrange. Tiene aplicaciones importantes en las áreas del encuentro, apuntado, orientación y determinación preliminar de órbitas de naves espaciales.
Supóngase que se observa que un cuerpo bajo la influencia de una fuerza gravitacional central, que viaja desde un punto P1 siguiendo una trayectoria cónica a un punto P2 en un tiempo T. La duración del vuelo está relacionada con otras variables por el teorema de Lambert, que dice:
| El tiempo de traslación de un cuerpo que se mueve entre dos puntos con una trayectoria cónica es solo función de la suma de las distancias de los dos puntos al origen de la fuerza, la distancia lineal entre los puntos, y el semieje mayor de la cónica. |

Dicho de otra manera, el problema de Lambert es el problema de condición de frontera para la ecuación diferencial
{\displaystyle {\ddot {\bar {r}}}=-\mu \cdot {\frac {\hat {r}}{r^{2}}}\ \ }
del problema de los dos cuerpos cuando la masa de uno de los cuerpos es infinitesimal; este subconjunto del problema de los dos cuerpos es conocido como órbita de Kepler.
La formulación precisa del problema de Lambert es la siguiente:
Dados dos tiempos diferentes {\displaystyle \ t_{1}\ ,\ t_{2}\ } y dos vectores de posición {\displaystyle {\bar {r}}_{1}=r_{1}{\hat {r}}_{1},\ {\bar {r}}_{2}=r_{2}{\hat {r}}_{2}\ },
encuéntrese la solución {\displaystyle {\bar {r}}(t)} que satisface la ecuación diferencial por la que 
{\displaystyle {\bar {r}}(t_{1})={\bar {r}}_{1}}
{\displaystyle {\bar {r}}(t_{2})={\bar {r}}_{2}.}

## Análisis geométrico inicial

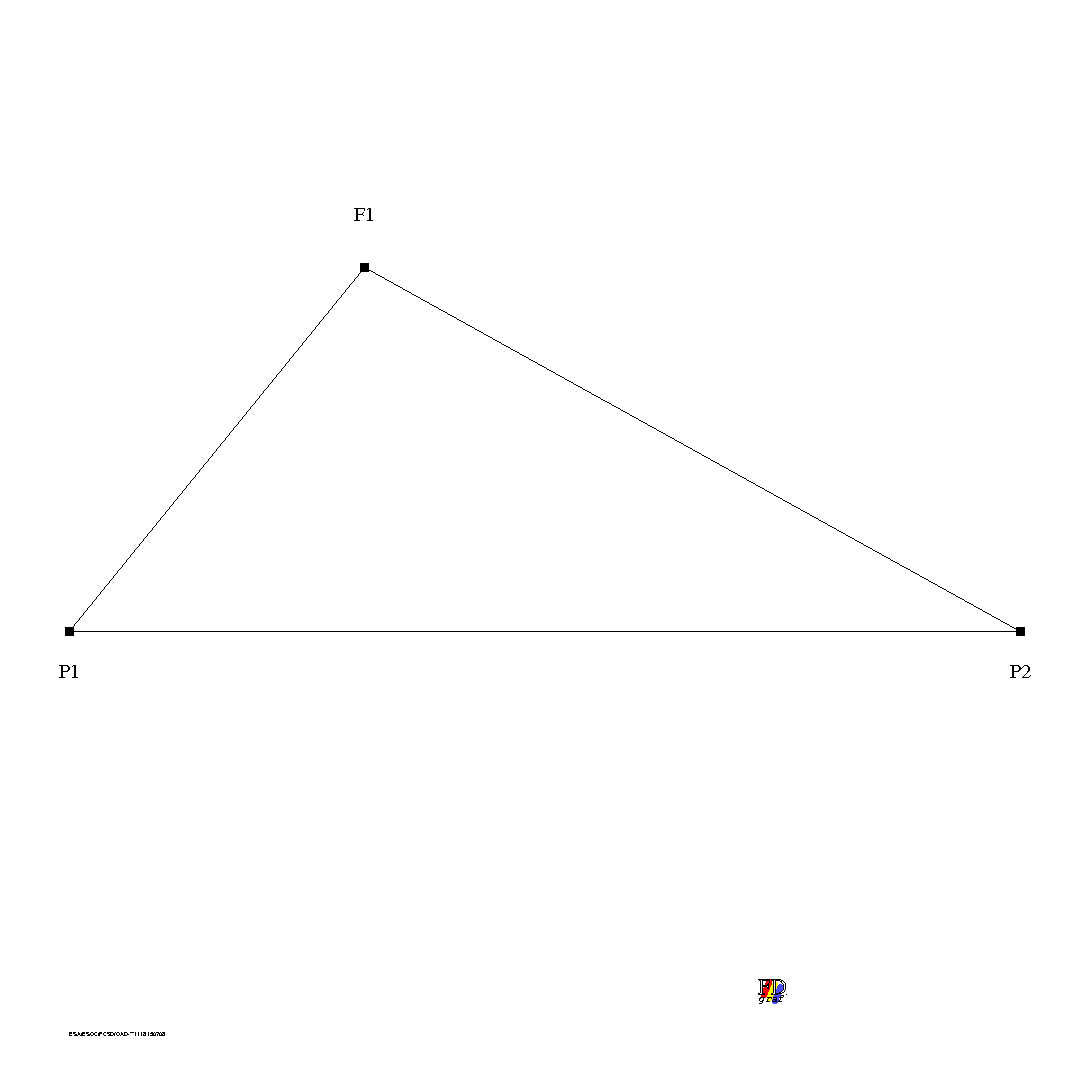
Figura 1:
es el centro de atracción, es el punto que corresponde al vector, y es el punto que corresponde al vector

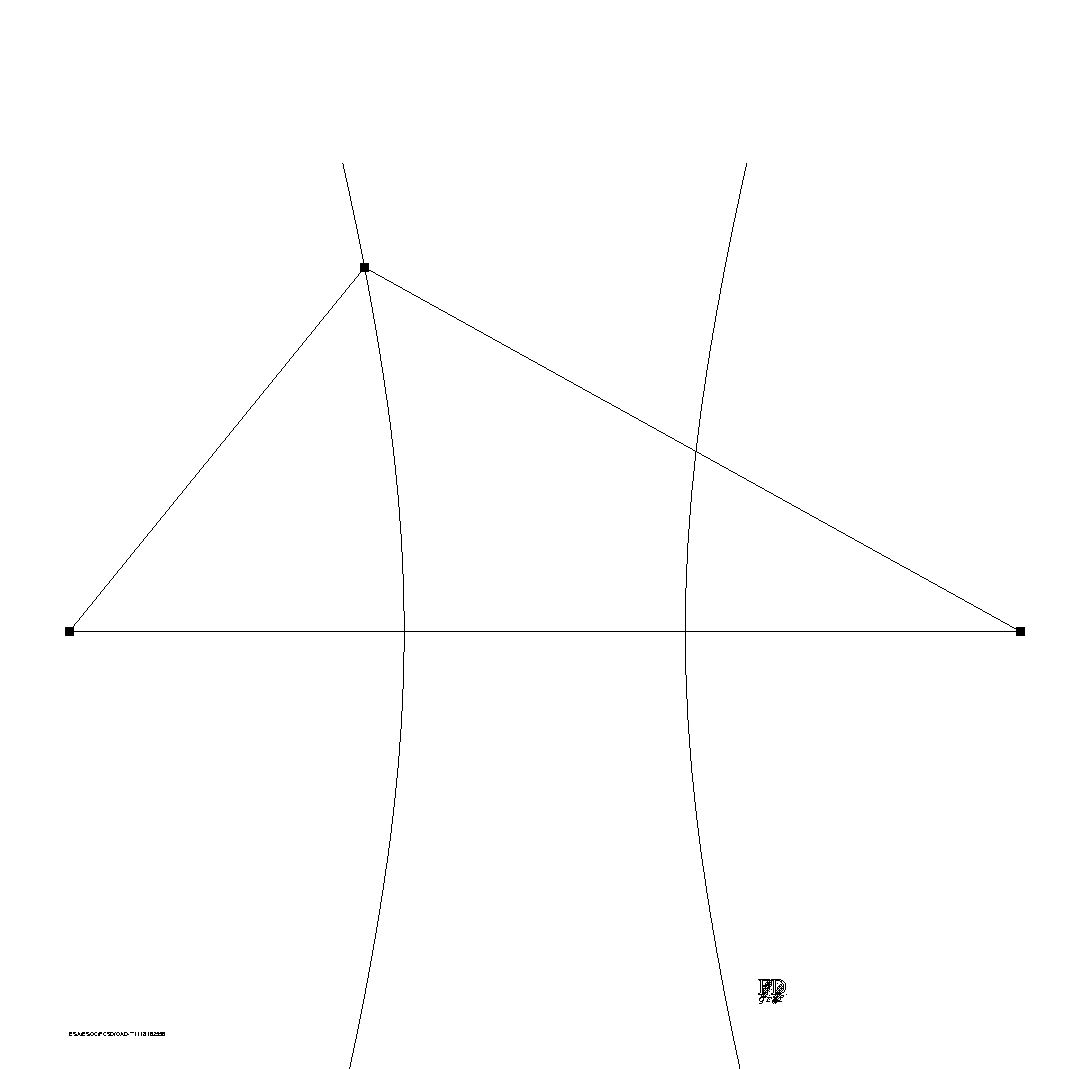
Figura 2:
Hipérbola con los puntos y en el foco que pasa a través de

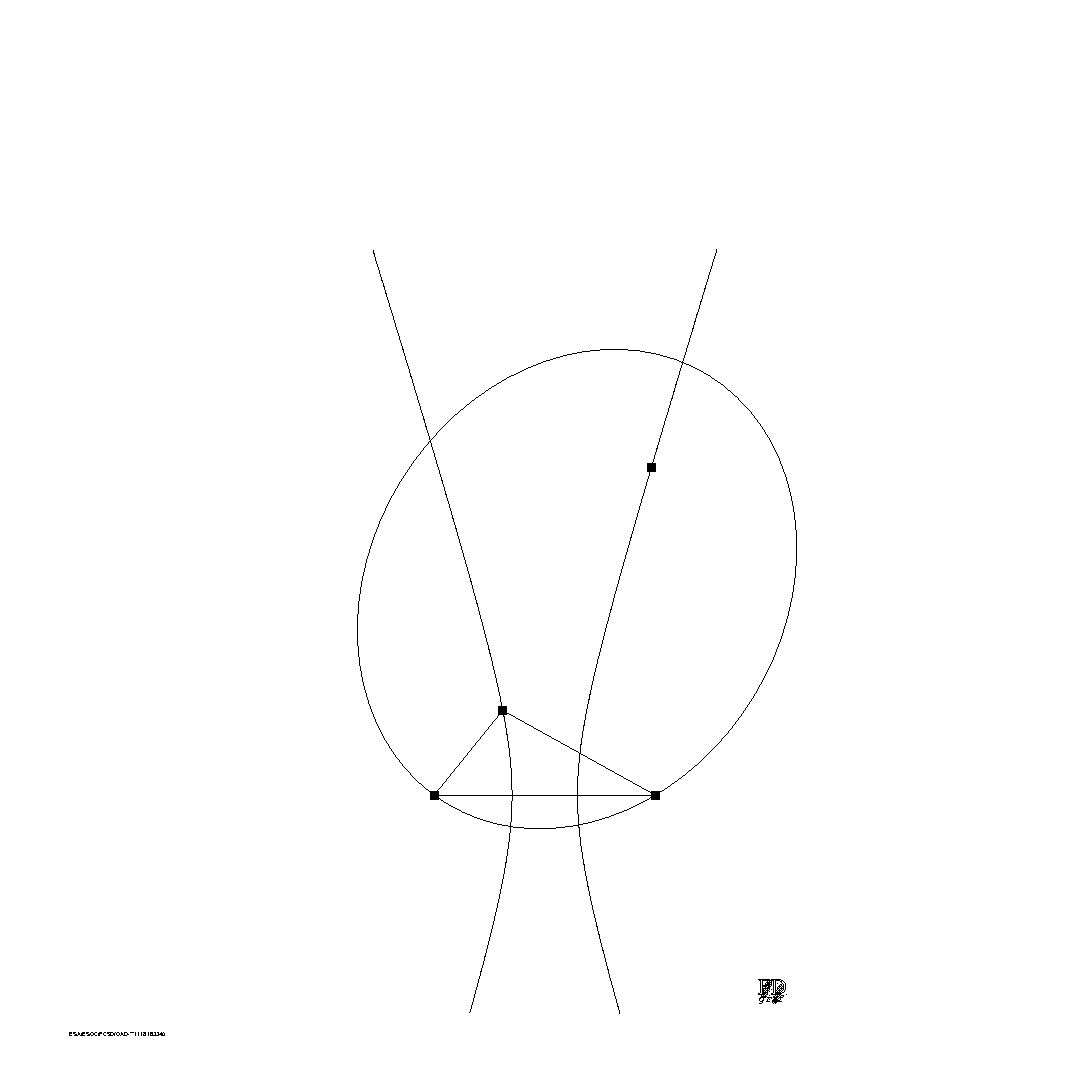
Figura 3:
Ellipse con los puntos y en los focos que pasa por y

Los tres puntos
{\displaystyle F_{1}}, el centro de atracción,
{\displaystyle P_{1}}, el punto que corresponde al vector {\displaystyle {\bar {r}}_{1}\ }
{\displaystyle P_{2}}, el punto que corresponde al vector {\displaystyle {\bar {r}}_{2}\ }
forman un triángulo en el plano definido por los vectores {\displaystyle {\bar {r}}_{1}\ }y {\displaystyle {\bar {r}}_{2}\ } como se muestra en la figura 1. La distancia entre los puntos {\displaystyle P_{1}\ } y {\displaystyle P_{2}\ } es {\displaystyle 2d\ }, la distancia entre los puntos {\displaystyle P_{1}\ } y {\displaystyle F_{1}\ } es {\displaystyle r_{1}=r_{m}-A\ } y la distancia entre los puntos {\displaystyle P_{2}\ } y {\displaystyle F_{1}\ } es {\displaystyle r_{2}=r_{m}+A\ }. El valor de {\displaystyle A\ } es positivo o negativo dependiendo de cuál de los puntos {\displaystyle P_{1}\ } y {\displaystyle P_{2}\ } está más alejado del punto {\displaystyle F_{1}\ }. El problema geométrico a solucionar consiste en encontrar todas las elipses que pasan por los puntos {\displaystyle P_{1}\ }y {\displaystyle P_{2}\ } y tienen un foco en el punto {\displaystyle F_{1}\ }.
Los puntos {\displaystyle F_{1}\ }, {\displaystyle P_{1}\ } y {\displaystyle P_{2}\ } definen una hipérbola que pasa por el punto {\displaystyle F_{1}\ } con foco en los puntos {\displaystyle P_{1}\ } y {\displaystyle P_{2}\ }. El punto {\displaystyle F_{1}\ } está en la rama izquierda o derecha de la hipérbola dependiendo del signo de {\displaystyle A\ }. El semieje mayor de esta hipérbola es {\displaystyle |A|\ } y la excentricidad {\displaystyle E\ } es {\displaystyle {\frac {d}{|A|}}\ }. Esta hipérbola está ilustrada en la figura 2.
Su ecuación relativa al sistema de coordenada canónico habitual definido por los ejes mayor y menor de la hipérbola es
{\displaystyle {\frac {x^{2}}{A^{2}}}-{\frac {y^{2}}{B^{2}}}=1\quad (1)}
con
{\displaystyle B=|A|{\sqrt {E^{2}-1}}={\sqrt {d^{2}-A^{2}}}\quad (2)}
Para cualquier punto en la misma rama de la hipérbola, como {\displaystyle F_{1}\ }, la diferencia entre las distancias {\displaystyle r_{2}\ } al punto {\displaystyle P_{2}\ } y {\displaystyle r_{1}\ }al punto {\displaystyle P_{1}\ } es
{\displaystyle r_{2}-r_{1}=2A\quad (3)}
Para cualquier punto {\displaystyle F_{2}\ } en la otra rama de la hipérbola, la relación correspondiente es
{\displaystyle s_{1}-s_{2}=2A\quad (4)}
es decir
{\displaystyle r_{1}+s_{1}=r_{2}+s_{2}\quad (5)}
Pero esto significa que los puntos {\displaystyle P_{1}\ } y {\displaystyle P_{2}\ }se encuentran ambos en la elipse que tiene los puntos focales {\displaystyle F_{1}\ }y {\displaystyle F_{2}\ } y el semieje mayor
{\displaystyle a={\frac {r_{1}+s_{1}}{2}}={\frac {r_{2}+s_{2}}{2}}\quad (6)}
La elipse correspondiente a un punto {\displaystyle F_{2}\ } seleccionado arbitrariamente es mostrada en la figura 3.

## Solución para una órbita de transferencia elíptica supuesta
Primero hay que separar los casos según el polo orbital esté en la dirección {\displaystyle {\bar {r}}_{1}\times {\bar {r}}_{2}\ } o en la dirección {\displaystyle -{\bar {r}}_{1}\times {\bar {r}}_{2}\ }. En el primer caso el ángulo de transferencia {\displaystyle \alpha } para el primer paso a través de {\displaystyle {\bar {r}}_{2}} será en el intervalo {\displaystyle \ 0<\alpha <180^{\circ }} y en el segundo caso será en el intervalo {\displaystyle 180^{\circ }<\alpha <360^{\circ }}. A partir de ahí {\displaystyle {\bar {r}}(t)} continuará pasando a través de {\displaystyle {\bar {r}}_{2}} en cada revolución orbital.
En el caso de que {\displaystyle {\bar {r}}_{1}\times {\bar {r}}_{2}\ } sea cero, entonces {\displaystyle {\bar {r}}_{1}} y {\displaystyle {\bar {r}}_{2}\ } están situados en direcciones opuestas, todos los planos orbitales que contienen la línea correspondiente son igualmente adecuados y el ángulo de transferencia {\displaystyle \alpha } para el primer paso por {\displaystyle {\bar {r}}_{2}} será {\displaystyle 180^{\circ }}.
Para cualquier {\displaystyle \alpha } con{\displaystyle \ 0<\alpha <\infty } el triángulo formado por {\displaystyle P_{1}\ }, {\displaystyle P_{2}\ } y {\displaystyle F_{1}\ } es como en la figura 1, con
{\displaystyle d={\frac {\sqrt {{r_{1}}^{2}+{r_{2}}^{2}-2r_{1}r_{2}\cos \alpha }}{2}}\quad (7)}
Y el semieje mayor (con signo) de la hipérbola discutida anteriormente es
{\displaystyle A={\frac {r_{2}-r_{1}}{2}}\quad (8)}
La excentricidad (con signo) para la hipérbola es
{\displaystyle E={\frac {d}{A}}\quad (9)}
Y el semieje menor es
{\displaystyle B=|A|{\sqrt {E^{2}-1}}={\sqrt {d^{2}-A^{2}}}\quad (10)}
Las coordenadas del punto {\displaystyle F_{1}\ } relativas al sistema de coordenadas canónico para la hipérbola es (teniendo en cuenta que {\displaystyle E} tiene el signo de {\displaystyle r_{2}-r_{1}})
{\displaystyle x_{0}=-{\frac {r_{m}}{E}}\quad (11)}
{\displaystyle y_{0}=B{\sqrt {{\left({\frac {x_{0}}{A}}\right)}^{2}-1}}\quad (12)}
donde 
{\displaystyle r_{m}={\frac {r_{2}+r_{1}}{2}}\quad (13)}
Utilizando la coordenada y del punto {\displaystyle F_{2}\ } en la otra rama de la hipérbola como parámetro libre, la coordenada x de {\displaystyle F_{2}\ } es (nótese que {\displaystyle A} tiene el signo de {\displaystyle r_{2}-r_{1}})
{\displaystyle x=A{\sqrt {1+{\left({\frac {y}{B}}\right)}^{2}}}\quad (14)}
El semieje mayor de la elipse que pasa por los puntos {\displaystyle P_{1}\ } y {\displaystyle P_{2}\ } teniendo como focos {\displaystyle F_{1}\ } y {\displaystyle F_{2}\ } es
{\displaystyle a={\frac {r_{1}+s_{1}}{2}}={\frac {r_{2}+s_{2}}{2}}\ ={\frac {r_{m}+Ex}{2}}\quad (15)}
La distancia entre los focos es
{\displaystyle {\sqrt {{(x_{0}-x)}^{2}+{(y_{0}-y)}^{2}}}\quad (16)}
Y la excentricidad es, consiguientemente
{\displaystyle e={\frac {\sqrt {{(x_{0}-x)}^{2}+{(y_{0}-y)}^{2}}}{2a}}\quad (17)}
La anomalía verdadera {\displaystyle \theta _{1}} en el punto {\displaystyle P_{1}\ } depende de la dirección de movimiento, es decir, si {\displaystyle \sin \alpha } es positivo o negativo. En ambos casos se tiene que
{\displaystyle \cos \theta _{1}=-{\frac {(x_{0}+d)f_{x}+y_{0}f_{y}}{r_{1}}}\quad (18)}
donde
{\displaystyle f_{x}={\frac {x_{0}-x}{\sqrt {{(x_{0}-x)}^{2}+{(y_{0}-y)}^{2}}}}\quad (19)}
{\displaystyle f_{y}={\frac {y_{0}-y}{\sqrt {{(x_{0}-x)}^{2}+{(y_{0}-y)}^{2}}}}\quad (20)}
es el vector unidad en la dirección de {\displaystyle F_{2}} a {\displaystyle F_{1}} expresado en las coordenadas canónicas.
Si {\displaystyle \sin \alpha } es positivo entonces
{\displaystyle \sin \theta _{1}={\frac {(x_{0}+d)f_{y}-y_{0}f_{x}}{r_{1}}}\quad (21)}
Si {\displaystyle \sin \alpha } es negativo entonces
{\displaystyle \sin \theta _{1}=-{\frac {(x_{0}+d)f_{y}-y_{0}f_{x}}{r_{1}}}\quad (22)}
Con
- Semieje mayor
- Excentricidad
- Anomalía verdadera inicial

siendo funciones conocidas del parámetro y, el aumento del tiempo para la anomalía verdadera cuando crece {\displaystyle \alpha } siendo también una función conocida de y. Si {\displaystyle t_{2}-t_{1}} está en el rango que puede ser obtenido con una órbita elíptica de Kepler el valor correspondiente a, y puede ser encontrado utilizando un algoritmo iterativo.
En el caso especial de que {\displaystyle r_{1}=r_{2}} (o muy cercano) {\displaystyle A=0} y la hipérbola con dos ramas degenera en una única línea ortogonal a la recta entre {\displaystyle P_{1}} y {\displaystyle P_{2}} con la ecuación
{\displaystyle x=0\quad (1')}
Las ecuaciones (11) y (12) son entonces reemplazadas por
{\displaystyle x_{0}=0\quad (11')}
{\displaystyle y_{0}={\sqrt {{r_{m}}^{2}-d^{2}}}\quad (12')}
(14) es reemplazada por
{\displaystyle x=0\quad (14')}
y (15) es reemplazada por
{\displaystyle a={\frac {r_{m}+{\sqrt {d^{2}+y^{2}}}}{2}}\quad (15')}

## Ejemplo numérico

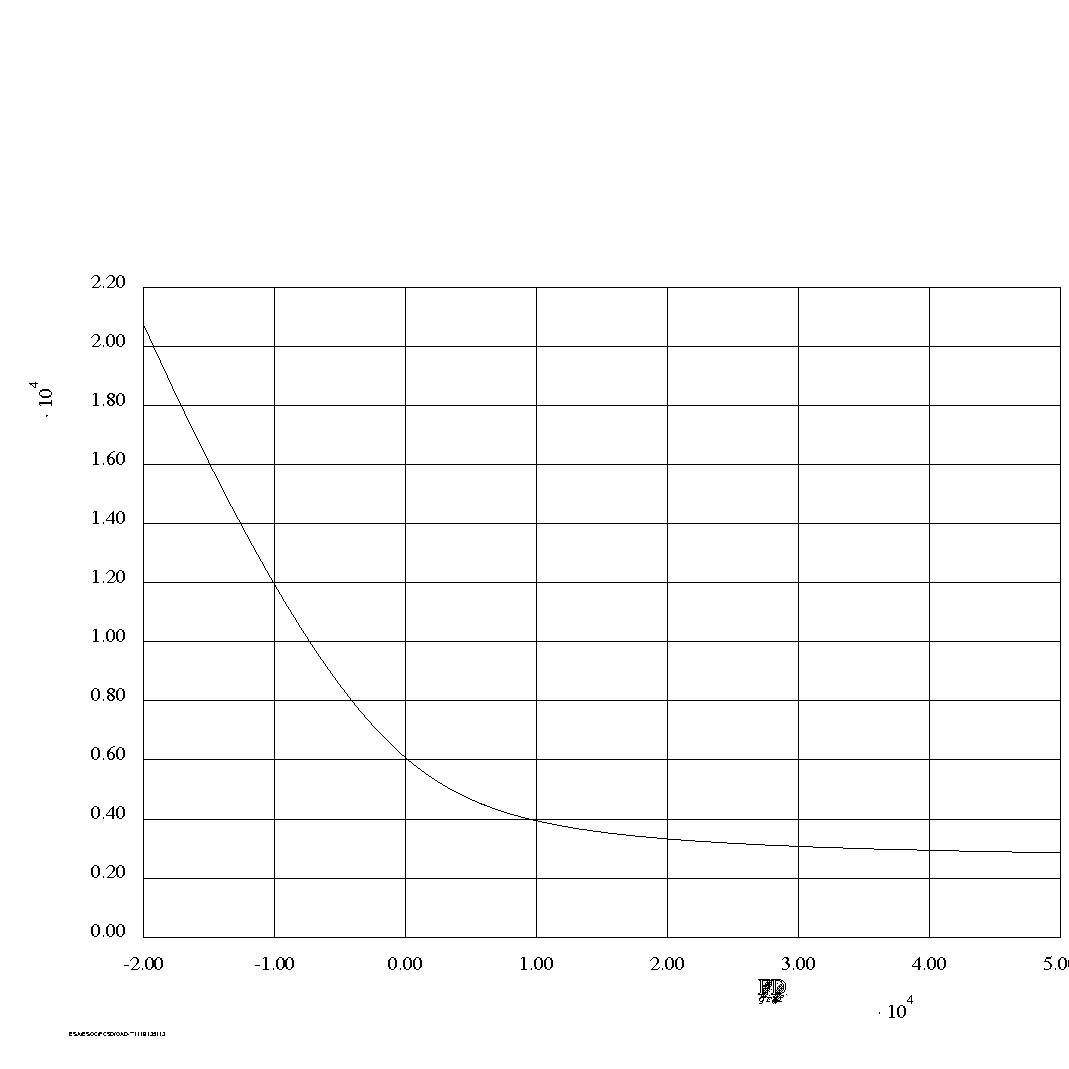
Figura 4: El tiempo de transferencia con
r1 = 10000 km
r2 = 16000 km
α = 120°
como función de y cuándo y varía de −20000 km a 50000 km. El tiempo de transferencia decrece de 20741 segundos con y = −20000 km a 2856 segundos con y = 50000 km. Para cualquier valor entre 2856 segundos y 20741 segundos el problema del Lambert puede ser solucionado utilizando un valor de y entre −20000 km y 50000 km

Asúmanse los valores siguientes para una órbita de Kepler centrada en la Tierra: 
- r1 = 10000 km
- r2 = 16000 km
- α = 100°

Estos son los valores numéricos que corresponden a las figuras 1, 2, y 3.
Seleccionando el parámetro y como 30.000 km se consigue un tiempo de transferencia de 3072 segundos asumiendo la constante de gravitación como {\displaystyle \mu }= 398603 km3/s2. Los elementos orbitales correspondientes son
- Semieje mayor = 23.001 km
- Excentricidad = 0,566613
- Anomalía verdadera en tiempo t1 = −7,577°
- Anomalía verdadera en tiempo t2 = 92,423°

Este valor de y corresponde a la figura 3.
Con
- r1 = 10.000 km
- r2 = 16.000 km
- α = 260°

se obtiene la misma elipse con la dirección opuesta de movimiento, es decir
- Anomalía verdadera en tiempo t1 = 7,577°
- Anomalía verdadera en tiempo t2 = 267,577° = 360° − 92,423°

Y un tiempo de transferencia de 31.645 segundos.
Las componentes radial y tangencial de la velocidad entonces pueden ser calculadas con las fórmulas (véase el artículo sobre la órbita de Kepler)
{\displaystyle V_{r}={\sqrt {\frac {\mu }{p}}}\cdot e\cdot \sin \theta \ }
{\displaystyle V_{t}={\sqrt {\frac {\mu }{p}}}\cdot (1+e\cdot \cos \theta ).}
El tiempo de transferencia de P1 a P2 para otros valores de y se muestra en la figura 4.

## Aplicaciones prácticas
El uso más típico de este algoritmo para solucionar el problema de Lambert es seguramente el diseño de misiones interplanetarias. Una nave que viaja de la Tierra a, por ejemplo, Marte, puede en primera aproximación considerarse que sigue una órbita de Kepler elíptica heliocéntrica desde la posición de la Tierra en el tiempo de su lanzamiento a la posición de Marte en el tiempo de llegada. Comparando los vectores de velocidad inicial y final de esta órbita de Kepler heliocéntrica con los vectores de velocidad correspondientes para la Tierra y Marte, se puede obtener una estimación bastante buena de la energía de lanzamiento requerida y de la de las maniobras necesarias para llegar a Marte. Esta aproximación es a menudo utilizada conjuntamente con la aproximación por secciones cónicas. 
Es también un método utilizado para la determinación de órbitas. Si dos posiciones de una aeronave en diferentes momentos se conocen con buena precisión (por ejemplo, mediante GPS) se puede deducir la órbita completa con este algoritmo, obteniéndose una interpolación y una extrapolación de esta dos posiciones fijas.

## Parametrización de las trayectorias de transferencia
Se pueden parametrizar todas las posibles órbitas que pasan a través de los dos puntos {\displaystyle {\vec {r}}_{1}} y {\displaystyle {\vec {r}}_{2}} utilizando un único parámetro {\displaystyle \gamma }.
El semieje menor {\displaystyle p} está dado por:{\displaystyle p={\frac {\left(|{\vec {r}}_{1}|+|{\vec {r}}_{2}|\right)\left(|{\vec {r}}_{1}||{\vec {r}}_{2}|-{\vec {r}}_{1}\cdot {\vec {r}}_{2}+\gamma {\hat {N}}\cdot ({\vec {r}}_{1}\times {\vec {r}}_{2})\right)}{|{\vec {r}}_{2}-{\vec {r}}_{1}|^{2}}}}
El vector de excentricidad {\displaystyle {\vec {e}}} está dado por:{\displaystyle {\vec {e}}={\frac {\left((|{\vec {r}}_{1}|-|{\vec {r}}_{2}|)({\vec {r}}_{2}-{\vec {r}}_{1})-\gamma (r_{1}+r_{2}){\hat {N}}\times ({\vec {r}}_{2}-{\vec {r}}_{1})\right)}{|{\vec {r}}_{2}-{\vec {r}}_{1}|^{2}}}}
donde {\displaystyle {\hat {N}}=\pm {\frac {{\vec {r}}_{1}\times {\vec {r}}_{2}}{|{\vec {r}}_{1}\times {\vec {r}}_{2}|}}} es la normal a la órbita. Existen dos valores especiales de {\displaystyle \gamma }
El valor extremo {\displaystyle \gamma } :{\displaystyle \gamma _{0}=-\left({\frac {|{\vec {r}}_{1}||{\vec {r}}_{2}|-{\vec {r}}_{1}\cdot {\vec {r}}_{2}}{{\hat {N}}\cdot ({\vec {r}}_{1}\times {\vec {r}}_{2})}}\right)}
El {\displaystyle \gamma } que produce una parábola {\displaystyle :\gamma _{p}={\frac {\sqrt {2\left(|{\vec {r}}_{1}||{\vec {r}}_{2}|-{\vec {r}}_{1}\cdot {\vec {r}}_{2}\right)}}{|{\vec {r}}_{1}+{\vec {r}}_{2}|}}}

## Código abierto
- De MATLAB central
- PyKEP Una biblioteca de Python para mecánica de vuelo espacial y astrodinámica (contiene un programa que resuelve el problema de Lambert, desarrollado en C++ y exportado a Python vía boost Python)